# Thymbra capitata
Thymbra capitata là một loài thực vật có hoa trong họ Hoa môi. Loài này được (L.) Cav. miêu tả khoa học đầu tiên năm 1803.

## Hình ảnh

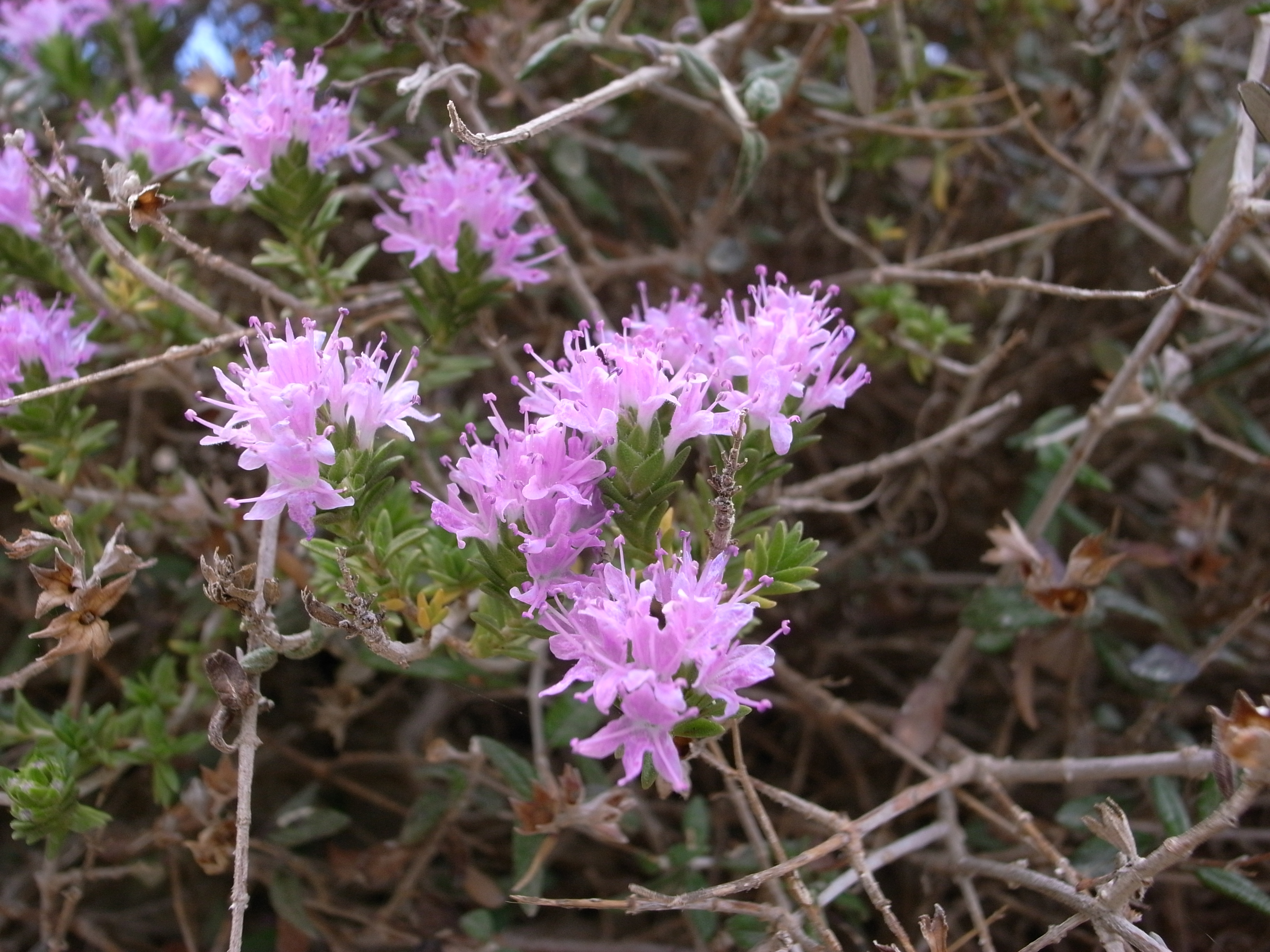
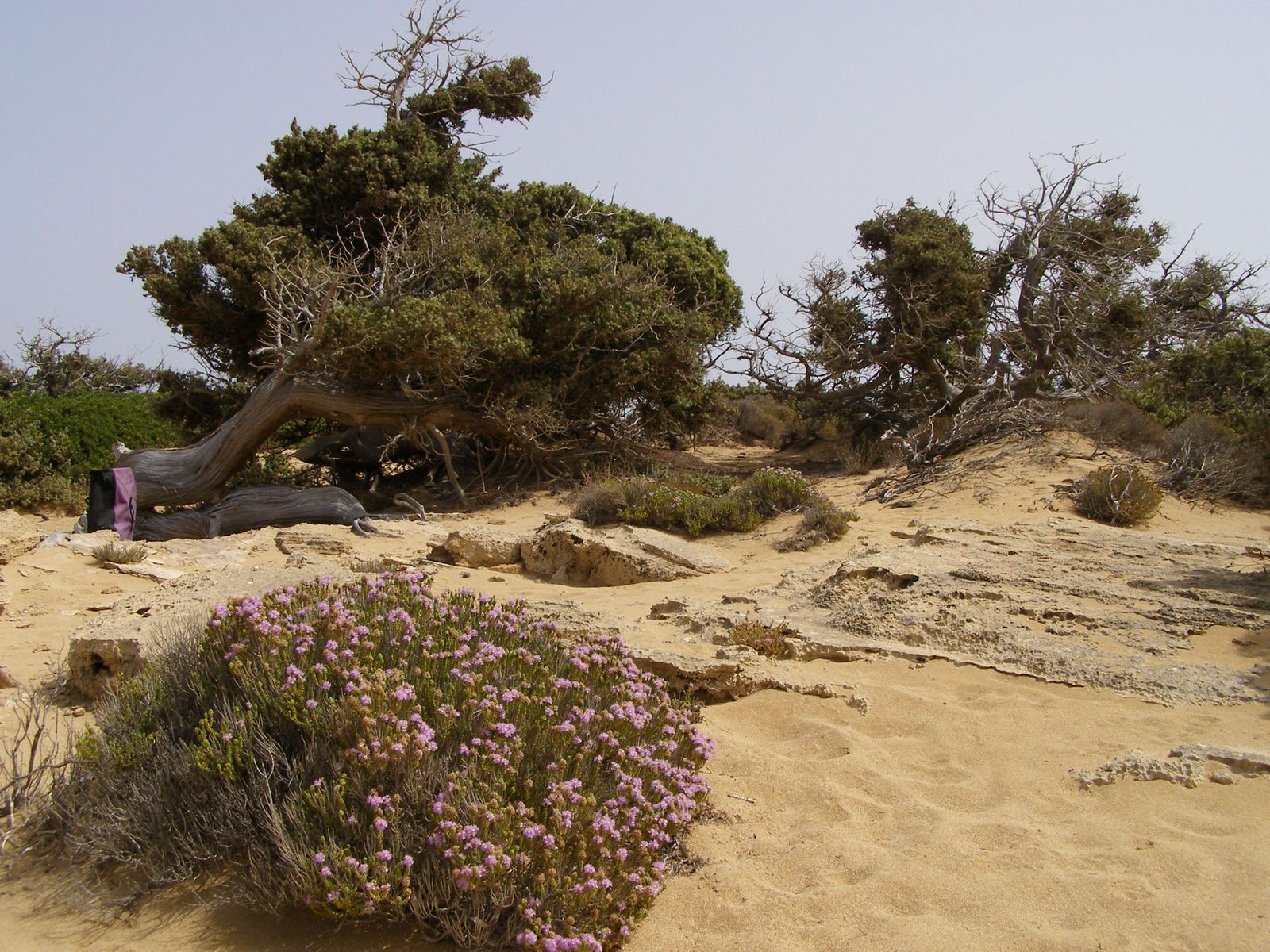
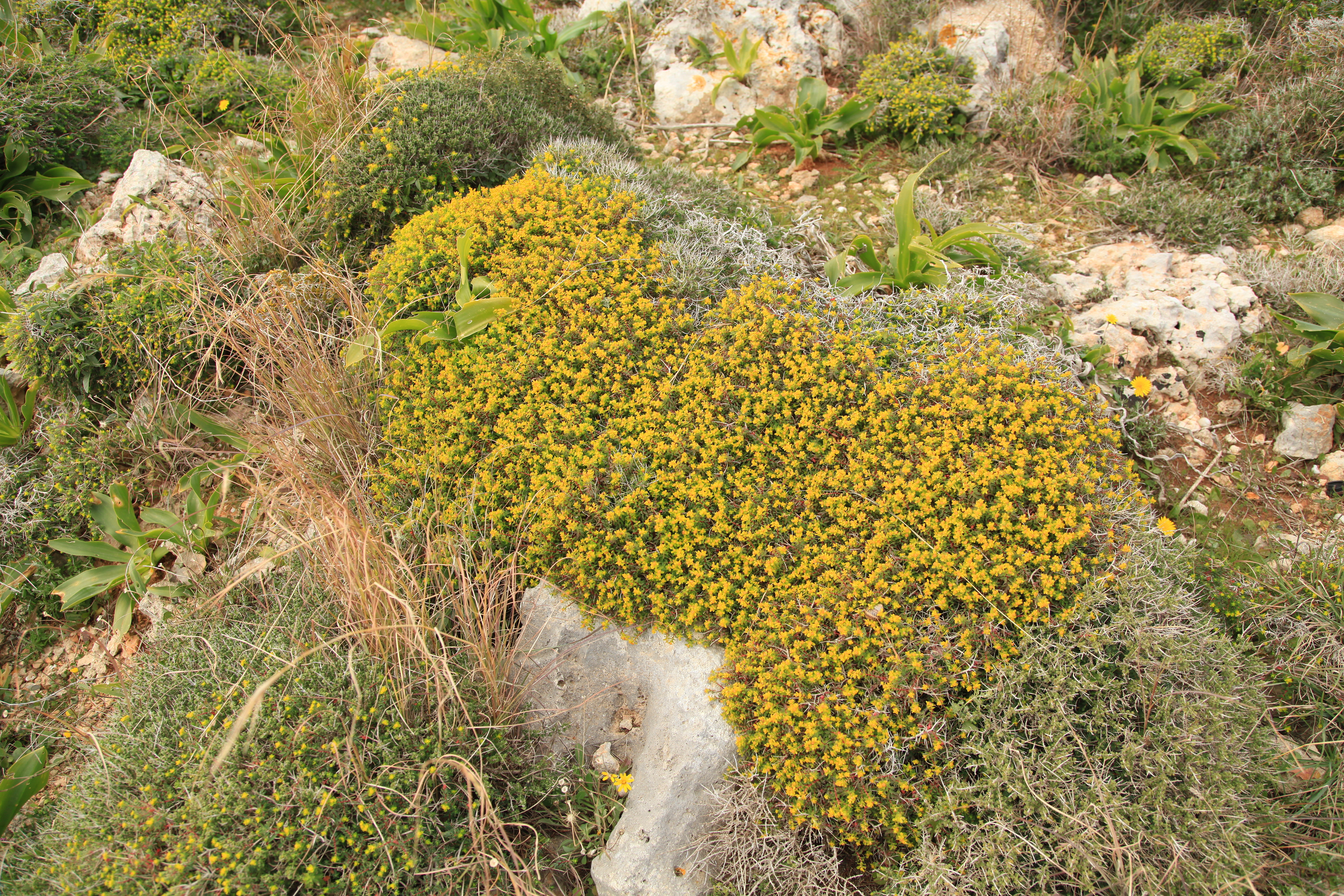
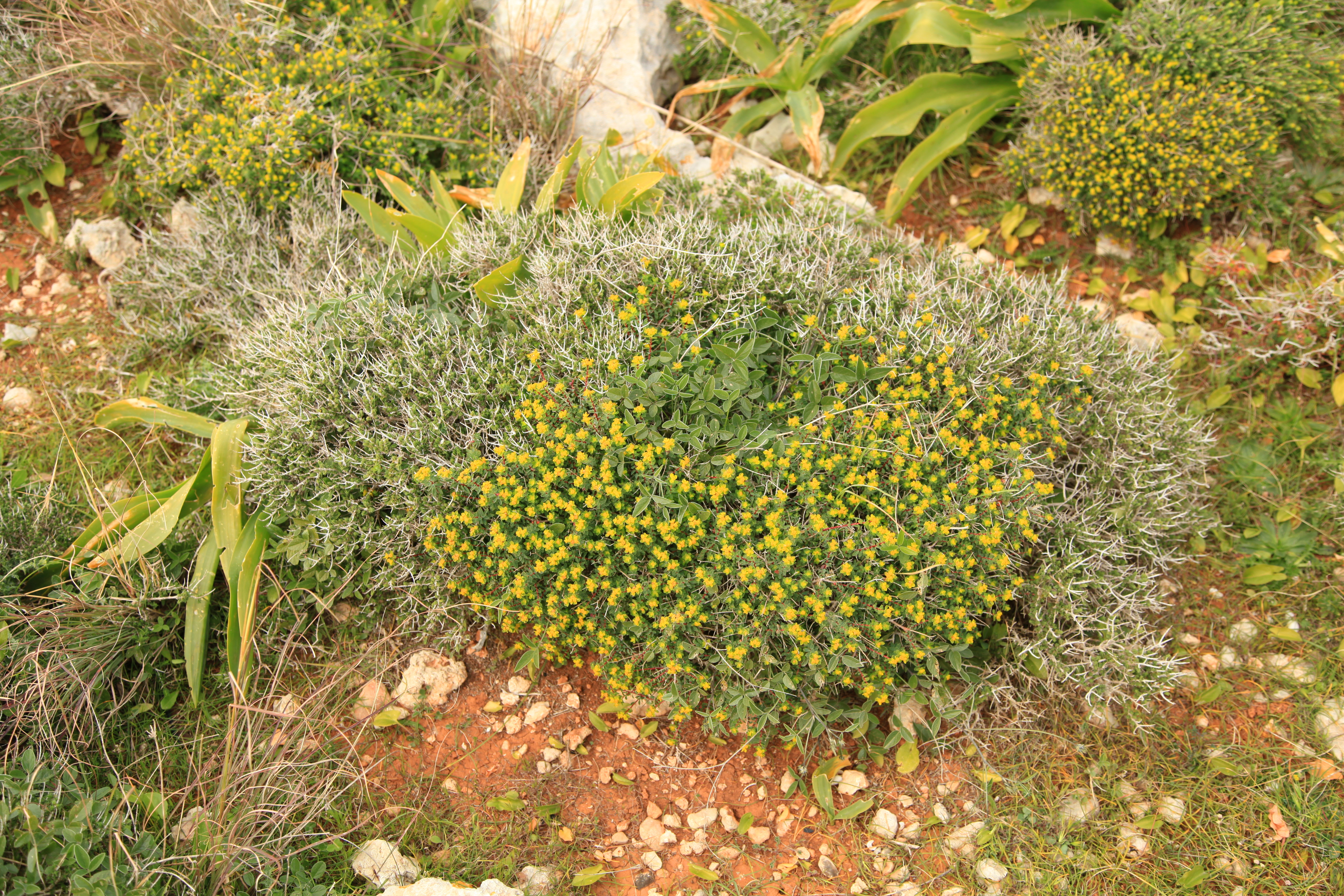